# Libenge
Libenge – miasto w Demokratycznej Republice Konga, w prowincji Ubangi Południowe.